# Petronila Muthoni
Petronila Muthoni (Nairobi, 27 marzo 1968) è un'ex cestista keniota.

## Carriera
Con il Kenya ha disputato i Campionati mondiali del 1994.